# Mr. Natural (Stanley Turrentine)
Mr. Natural è un album di Stanley Turrentine, pubblicato dalla Blue Note Records nel 1980.
Il disco era stato registrato il 4 settembre del 1964 al "Rudy Van Gelder Studio" di Englewood Cliffs nel New Jersey (Stati Uniti).

## Tracce
Lato A
1. Stanley's Blues – 8:59 (Stanley Turrentine)
2. Shirley – 10:45 (Stanley Turrentine)

Lato B
1. Tacos – 6:29 (Lee Morgan)
2. My Girl Is Just Enough Woman for Me – 6:31 (Dorothy Fields, A Hague)
3. Can't Buy Me Love – 6:45 (John Lennon, Paul McCartney)

## Musicisti
Stanley Turrentine Sextet
- Stanley Turrentine - sassofono tenore
- McCoy Tyner - pianoforte
- Lee Morgan - tromba (non suona nel brano B2)
- Bob Cranshaw - contrabbasso
- Elvin Jones - batteria
- Ray Barretto - congas (brani A1, A2 & B1)